# Voskhod (Novopokrovski)
|  | Per a altres significats, vegeu «Voskhod». |

Voskhod - Восход (rus) és un possiólok del krai de Krasnodar, a Rússia. És a 21 km al sud-est de Novopokróvskaia i a 172 km al nord-est de Krasnodar.
Pertany al possiólok de Novopokrovski.